# The Village Voice
The Village Voice je americký týdeník vydávaný v New Yorku. Je k dostání zdarma a věnuje se například zpravodajství a kultuře. Založili jej Ed Fancher, Dan Wolf, John Wilcock a Norman Mailer. Byl založen dne 26. října 1955 ve dvoupokojovém bytě v Greenwich Village. Právě v této čtvrti noviny původně vycházely, v šedesátých letech se oblast rozšířila o další části města. Později bylo sídlo přestěhováno na Sheridan Square a v následujících letech se ještě několikrát přemístilo. Mezi pozdější přispěvatele patřili například Robert Christgau, Jonas Mekas a Nat Hentoff. Poslední tištěné číslo časopisu vyšlo 21. září 2017. Nadále vychází pouze v digitální podobě.